# Guerreras Volleyball Club
Il Guerreras Volleyball Club è una franchigia pallavolistica femminile dominicana, con sede a Santo Domingo: milita nel campionato dominicano di Liga de Voleibol Superior.

## Storia
Il Guerreras Volleyball Club viene fondato nel 2018, contestualmente alla nascita della Liga de Voleibol Superior. Durante la prima edizione del torneo si classifica al terzo posto, eliminato dal Cristo Rey durante le semifinali dei play-off scudetto. Nel torneo seguente si piazza in quarta e ultima posizione.